# آفگویه
آفگویه (به عربی: أفجوی) یک منطقهٔ مسکونی در سومالی است که در شبله سفلی واقع شده‌است. آفگویه ۷۹٬۴۰۰ نفر جمعیت دارد.